# إدموند صفرا
ادموند يعقوب صفرا كان ملياردير ورجل أعمال، ينتمي إلى عائلة صفرا وهي عائلة ثرية من أصول يهودية سورية (من مدينة حلب). كانوا يعملون في مجال تمويل التجارة بين حلب وإسطنبول والإسكندرية. افتتح والده السوري يعقوب صفرا بنك صفرا جي أي في عام 1920 في العاصمة اللبنانية، بيروت. عندما صار عمره ستة عشر عاما بدأ ادمون صفرا العمل في بنك والده في مجال المعادن الثمينة والعملات الأجنبية في بيروت.
في عام 1949، انتقلت العائلة إلى إيطاليا، حيث عمل لشركة تجارية في ميلانو. انتقلت العائلة مرة أخرى في عام 1952، وهذه المرة الي البرازيل، حيث أسس ادمون صفرا ووالده أول مؤسسة مالية لهما في البرازيل عام 1955.
استقر ادمون صفرا في جنيف في عام 1956 لإنشاء مصارف خاص، بنك تنمية التجارة، والذي نمي من أصل مليون دولار إلى 5 مليارات دولار أميركي خلال عقد الثمانينيات. لقدد مدد إمبراطوريته المالية لإرضاء زبائنه الاثرياء من مختلف أنحاء العالم. كما أنه أسس البنك الجمهوري الوطني لنيويورك في عام 1966، وفي وقت لاحق البنك الجمهوري الوطني لنيويورك(سويسرا) في جنيف. للبنك 80 فرعا في منطقة نيويورك، مما يضعه في المركز الثالث في منطقة العاصمة بعد مجموعة سيتي جروب وتشيس مانهاتن. في عام 1988 أسس شركه صفرا الجمهورية أس أيه القابضة، وهي شركة مصرفية قابضة.
تحولت عمليه بيع بنك التنمية التجارية لأمريكان إكسبريس مقابل أكثر من 450 مليون دولار في عام 1983 إلى معركة قانونية بين الطرفين. أنتصر فيها ادموند واعتذرت أمريكان إكسبريس علنيا لشنها حملة تشهير ضده و 8 ملايين دولار على سبيل التعويض، ولقد تبرع بها للجمعيات الخيرية.
بحلول أوائل التسعينيات كانت ثروة الصفرا تقدر بنحو 2.5 مليار دولار. كان نصيرا للقضايا الإنسانية الكبرى خلال حياته، وترك ثروته لمؤسسة ادمون صفرا جيه الخيرية، والتي تدعم مئات المشاريع في خمسين بلدا في مختلف أنحاء العالم في مجالات التعليم والعلوم والطب والدين والثقافة والمساعدات الإنسانية.
المهم الإشارة إلى أن ادمون صفرا قد ورث عن والده يعقوب صفرا مؤسسة اقتصادية في بيروت والتي كان قد أسسها والده في بيروت في العام 1920 وملكها حتى يوم وفاته.
وفي العام 1990 وبعد انتهاء الحرب على أرض لبنان بين العامين 1975-1990، قام ادمون صفرا بشراء أرض في وسط بيروت وقد آمن بوطنه الأم، لبنان.
بينما كان يقترب من الستين، قسم وقته بين منازله في موناكو وجنيف ونيويورك وفيلا ليوبولدا على شاطئ الريفيرا الفرنسية وتطلب رعايتة تمريضيا بسبب إصابته بمرض باركنسون. قتل في ديسمبر عام 1999 في حريق متعمد بدأه تيد ماهر ممرضه الأمريكي الجنسية ولقد ألقي القبض عليه للاشتباه في بداية الحريق، وتمت ادانته لهذه الجريمة في عام 2002 من قبل محكمة في موناكو. ادعى تيد ماهر أنه بدأ الحريق علي امل ان يظهر بمظهر المنقذ الجريئ، وبالتالي تزيد مكانته لدي أسرة الصفرا ولكنه فقد السيطرة على الحريق دون قصد. نوقشت تفاصيل وفاة الصفرا من قبل وسائل الإعلام الغربية لفترة.
ومن الجدير بالذكر أن ادمون كان دائما يذكر اسمه كأثرى الرجال في العالم بحسب مجلة فوربز العالمية. وكان يصنف على أنه رجل سوري الثري.